# 瓦西利基夫齊 (亞爾莫林齊區)
49°16′20″N 26°59′34″E / 49.27222°N 26.99278°E
瓦西利基夫齊（烏克蘭語：Васильківці）是位於烏克蘭西部的村莊，由赫梅利尼茨基州裡赫梅利尼茨基區的亞爾莫林齊市鎮負責管轄。該村面積0.92平方公里，海拔高度326米，2001年人口157，人口密度每平方公里170.5人。